# علم رفاه جانوران
علم رفاه جانوران (به انگلیسی: Animal welfare science) مطالعه علمی رفاه جانوران، چه به عنوان حیوانات خانگی، در باغ وحش‌ها، آزمایشگاه‌ها، مزارع و چه در طبیعت است. اگرچه رفاه جانوران برای هزاران سال در دین و فرهنگ مورد توجه بوده است، اما بررسی رفاه جانوران با استفاده از روش‌های علمی دقیق یک پیشرفت نسبتاً جدید است. نخستین پروفسور علوم رفاه جانوران در جهان، دونالد بروم، توسط دانشگاه کمبریج (بریتانیا) در سال ۱۹۸۶ منصوب شد.